# Aoplus nudicoxalis
Aoplus nudicoxalis là một loài tò vò trong họ Ichneumonidae.